# 엘메르 니클란데르
엘메르 콘스탄틴 니클란데르(스웨덴어: Elmer Konstantin Niklander, 1890년 1월 19일 ~ 1942년 11월 12일)는 원반던지기와 포환던지기를 주로 활약한 핀란드의 육상 선수였다. 1908년부터 1924년까지 4개의 하계 올림픽에 참가한 그는 파리 올림픽에서 기수로 등장하였다.
1908년과 1924년에 아무 메달을 따지 못한 니클란데르는 1912년 양손 원반던지기 2위와 양손 포환던지기 3위를 하였다. 정통 종목들에서는 4위에 그쳤다.
제1차 세계 대전에 의하여 그의 경력이 훼손된 후, 1920년 안트베르펀 올림픽에서 원반던지기 금메달과 포환던지기 은메달을 획득하였다.
1909년과 1924년 사이에 여러 던지기 종목들에서 44개의 국내 타이틀을 우승하였다.